# بطولة برشلونة للتنس
بطولة برشلونة للتنس هي بطولة تنس للمحترفين تقام في مدينة برشلونة الإسبانية على أراضي ترابية , وقد بدأت البطولة في عام 1953 واستمرت حتى الآن، واللاعب الأكثر حصولاً عليها هو الإسباني رافاييل نادال بتسع القاب من عام 2005 وحتى عام 2016. ويذكر أن البطولة هي من ضمن بطولات 500 نقطة في رابطة محترفي كرة المضرب.